# 타티야나 레베데바 (육상 선수)

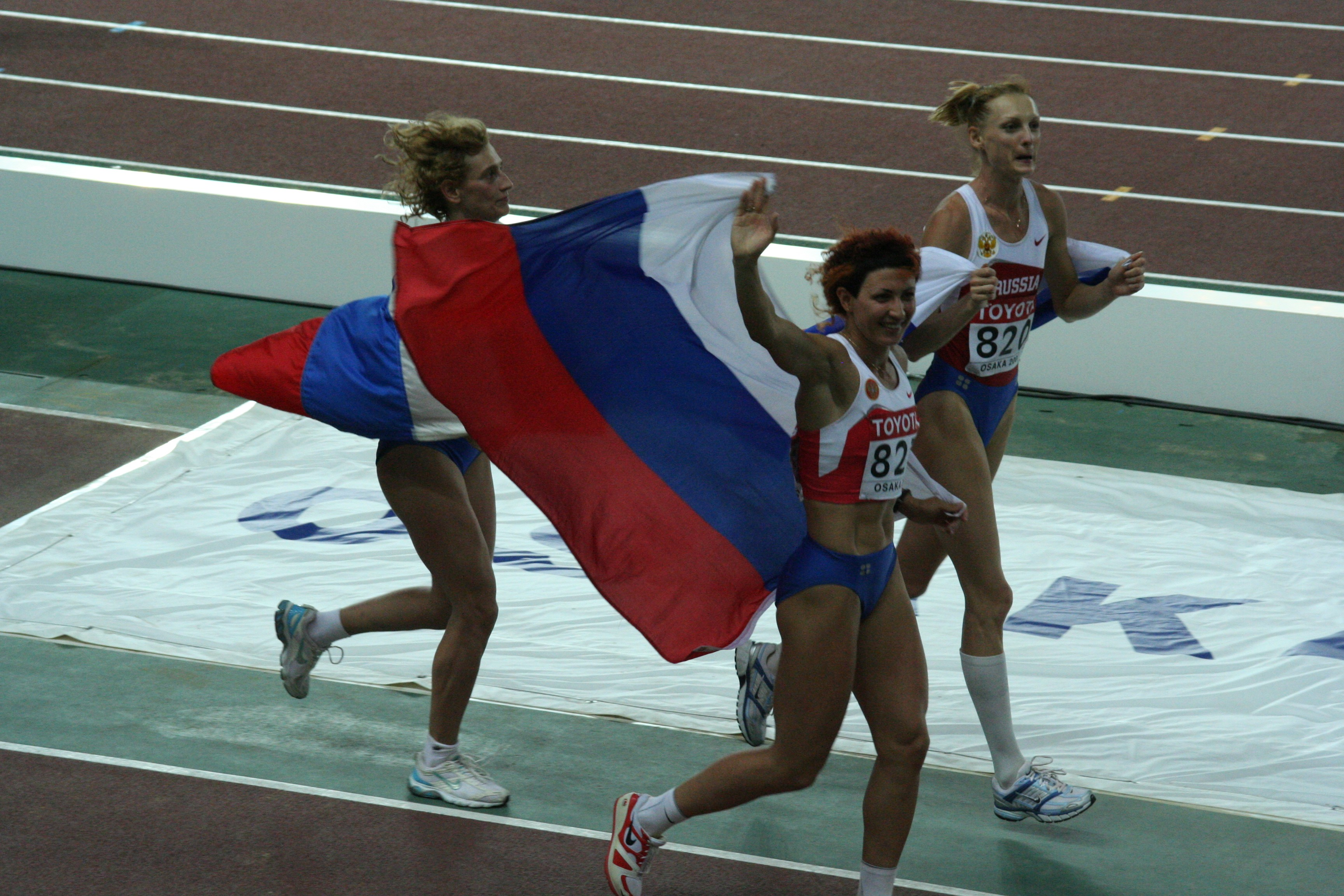

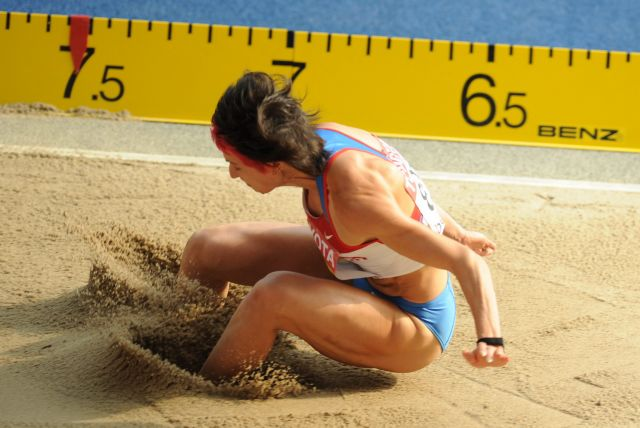

타티야나 로마노프나 레베데바(러시아어: Татьяна Романовна Лебедева, 1976년 7월 21일 ~ )는 멀리뛰기와 세단뛰기를 둘다 활약한 러시아의 육상 선수이다. 그녀는 올림픽, 세계 육상 선수권 대회와 유럽 선수권에서 금메달을 획득하며 단련에서 가장 성공적인 육상 선수들 중의 하나이다.
그녀는 멀리뛰기 7.33m 개인 전력을 가지고, 세단뛰기에서 15.36m의 세계 실내 기록을 보유하고 있다.

## 경력
스테를리타마크에서 태어난 레베데바의 첫 성공은 세단뛰기에서 2000년 유럽 실내 선수권 금메달과 시드니 올림픽에서 은메달을 획득할 때에 왔다. 이듬해 세계 챔피언이 된 그녀는 추가로 세계 실내 선수권 2위를 하였다. 2003년 세계 육상 선수권 대회에서 세단뛰기의 세계 타이틀을 유지한 후, 멀리뛰기에도 나가기로 결정하였다.
2004년 세계 실내 선수권에서 레베데바는 세단뛰기의 세계 실내 기록을 깨고, 멀리뛰기에서 15.36m와 함께 두번째 금메달을 획득하였다. 그녀는 아테네 올림픽에서 멀리뛰기 종목의 첫 올림픽 금메달을 획득하면서 세단뛰기 동메달을 따내기도 하였다.
2005년 부상으로 세계 선수권을 놓쳤으나, 6개의 지정된 유럽 하계 대회들의 각각에서 자신들의 종목들을 우승한 선수들에게 수여된 100만 미국 달러의 보너스 IAAF 골든 리그 상금을 이겼다. 그해에 그녀는 세단뛰기에 집중하였다.
2006년 유럽 선수권에서 세단뛰기를 우승하면서 첫 유럽 챔피언이 되었다. 레베데바는 2007년 세계 육상 선수권 대회에서 멀리뛰기 금메달과 세단뛰기 은메달을 따면서 두번이나 포디엄에 도달하였으며, 이듬해 베이징 올림픽에서 양종목의 은메달을 획득하였다.

## 같이 보기
- 올림픽 육상 여자 메달리스트 목록